# DB 210 sorozat
A DB 210 sorozat egy német gázturbinás dízelmozdony-sorozat volt. A mozdony szinte teljesen megegyezett a DB 218-as sorozattal, leszámítva a plusz gázturbinát, a módosított kipufogót és az erősebb fékeket. 1970 és 1971 között gyártotta a Krupp. Összesen nyolc db készült belőle. Később kiszerelték belőle a gázturbinát, így mind a nyolc mozdony DB 218-as sorozattá vált.

## Gázturbina
A Német vasút vizsgálta a lehetőségét egy gázturbinás sorozatnak. Azonban a turbina csak egy szűk sebesség és teljesítmény tartományban gazdaságos. Ezért kísérletképpen egy meglévő dízelmotor mellé építettek be gázturbinát, hogy mikor szükség van az extra teljesítményre, az rendelkezésre álljon.
A mozdonyokat később átalakították hagyományos dízelmozdonyokká: 
| Dátum            | Pályaszám |
| ---------------- | --------- |
| 1980 február 8.  | 218 907   |
| 1980 június 1.   | 218 903   |
| 1980 október 2.  | 218 905   |
| 1980 december 3. | 218 906   |
| 1981 február 18. | 218 901   |
| 1981 február 24. | 218 902   |
| 1981 április 22. | 218 908   |
| 1981 július 22.  | 218 904   |